# 科學怪人對地底怪獸
《科學怪人對地底怪獸》（日文原名：フランケンシュタイン対地底怪獣）是1965年上映的日本電影，

## 劇情概要
一九四五年，盟軍進攻德國，某位科學家被迫接受他的發明被送去別的地方之命令，一氣之下發了瘋，這個發明被送到了日本廣島，某軍官和眾科學家正要去研究這發明，此時美軍在廣島投下了原子彈，這發明便從此下落不明...

## 登場怪獸
- 地底怪獸 巴拉剛
- 弗蘭肯斯坦
- 海魔 大章魚

## 演員
- 高島忠夫
- 尼克.亞當斯
- 水野久美
- 土屋嘉男
- 志村喬
- 藤田進
- 田崎潤
- 佐原健二

## 製作人員
- 監製：田中友幸
- 監督：本多猪四郎
- 特技監督:圓谷英二
- 腳本:馬淵薫
- 音樂:伊福部昭